# فرانكلين ليندسي
فرانكلين ليندسي (بالإنجليزية: Frank Lindsay)‏ هو جاسوس أمريكي، ولد في 12 مارس 1916، وتوفي في 13 أكتوبر 2011.